# Demonax antireductus
Demonax antireductus är en skalbaggsart som beskrevs av Maurice Pic 1935. Demonax antireductus ingår i släktet Demonax och familjen långhorningar. Inga underarter finns listade i Catalogue of Life.